# Wahlstedt
Wahlstedt é uma cidade da Alemanha localizada no distrito de Segeberg, estado de Schleswig-Holstein.